# Mathieu Justafre
Mathieu Justafre (ur. 24 marca 1980 w Perpignan) – francuski snowboardzista. Zajął 33. miejsce w half-pipe’ie na igrzyskach w Salt Lake City. Nie startował mistrzostwach świata w snowboardzie. Najlepsze wyniki w Pucharze Świata osiągnął w sezonie 1998/1999, kiedy to zajął 77. miejsce w klasyfikacji generalnej.
W 2003 r. zakończył karierę.

## Sukcesy

### Igrzyska olimpijskie
| Miejsce | Dzień     | Rok  | Miejscowość    | Konkurencja | Zwycięzca   |
| ------- | --------- | ---- | -------------- | ----------- | ----------- |
| 33.     | 11 lutego | 2002 | Salt Lake City | Halfpipe    | Ross Powers |

### Puchar Świata

#### Miejsca w klasyfikacji generalnej
- 1998/1999 – 77.
- 2001/2002 – –

#### Miejsca na podium
1. Olang – 13 marca 1999 (Halfpipe) – 2. miejsce